# Gastone Sozzi
Gastone Sozzi (Cesena, 8 marzo 1903 – Perugia, 6 febbraio 1928) è stato un politico italiano comunista, imprigionato, torturato e ucciso dalla polizia fascista.

## Biografia

Gastone Sozzi a 6 anni

Nato da una famiglia di umili origini, in cui sia il padre che la madre erano attivi politicamente nell'ala massimalista del Partito Socialista Italiano, Sozzi si iscrive giovanissimo nel 1919 alla Federazione dei Giovani Socialisti e collabora alle riviste «Lotta di Classe» di Forlì e «Spartaco» di Cesena. Aderisce subito al neo-costituito Partito Comunista d'Italia (PCd'I), nato a Livorno il 21 gennaio 1921 a seguito della scissione dell'ala rivoluzionaria del Partito Socialista Italiano (PSI). Fa parte delle Guardie rosse, gruppi armati comunisti che si oppongono alla squadrismo fascista.
Colpito nel 1922 da un mandato di cattura con l'accusa di aver ucciso un militante fascista, si sposta dapprima a Torino, dove conosce Gramsci, e poi in Unione Sovietica, dove frequenta i corsi di studi politico-militari tenuti nell'Accademia «Tolmaciov» a Leningrado; rientrato in Italia nel 1925, a seguito della revoca del mandato di cattura, compie il servizio militare a Gradisca d'Isonzo nel 1º Reggimento Fanteria.
Nel 1926 si sposa con l'amica d'infanzia Norma Balelli e diviene membro, a Roma, dell'Ufficio Militare del PCd'I, collaborando alla redazione de «La caserma» e «La recluta», due giornali di propaganda clandestina comunista entro le Forze armate, oltre a «Il fanciullo proletario», giornalino illustrato per bambini, per il quale disegnava le illustrazioni e di cui era stato fondatore.
Dopo essere stato incarcerato per breve tempo nella primavera del 1927 a Basilea, in Svizzera, insieme con Togliatti, con trentun dirigenti del PCd'I viene nuovamente arrestato a Milano il 4 novembre: tradotto a dicembre nel carcere di Perugia, viene interrogato dal generale Giuseppe Ciardi, avvocato generale del Tribunale Speciale Fascista, ed accusato di cospirazione contro lo Stato fascista. Per farlo parlare, da Roma inviarono due emissari della polizia politica, che lo torturarono per settimane affinché rivelasse i nomi dei compagni coinvolti nella propaganda comunista.
Muore durante la prigionia a seguito delle torture inflitte, senza aver fatto alcun nome, senza poter conoscere Sergio, il figlio appena nato. La versione ufficiale rubricò la morte di Gastone Sozzi a «suicidio mediante impiccagione», ma le autorità preposte non vollero eseguire né permettere l'autopsia per confermare la causa della morte.
A Gastone Sozzi furono intitolate durante la guerra di Spagna una Brigata (o centuria) aggregata al famoso Quinto Regimiento (noto anche come "Reggimento di ferro") organizzato da Vittorio Vidali, e durante la Resistenza, uno dei GAP centrali operanti a Roma (inserito insieme al GAP "Garibaldi" nella rete di Franco Calamandrei "Cola") e la 29ª Brigata GAP, attiva nel territorio della ex provincia di Forlì (Forlì, Cesena, Rimini).